# Pycnonotus priocephalus
El bulbul cabecigrís (Pycnonotus priocephalus) es una especie de ave paseriforme de la familia Pycnonotidae endémica de los Ghats occidentales, en el suroeste de la India. Tiene un canto característico que revela su presencia entre la vegetación densa aunque sea difícil avistarlo.

## Descripción

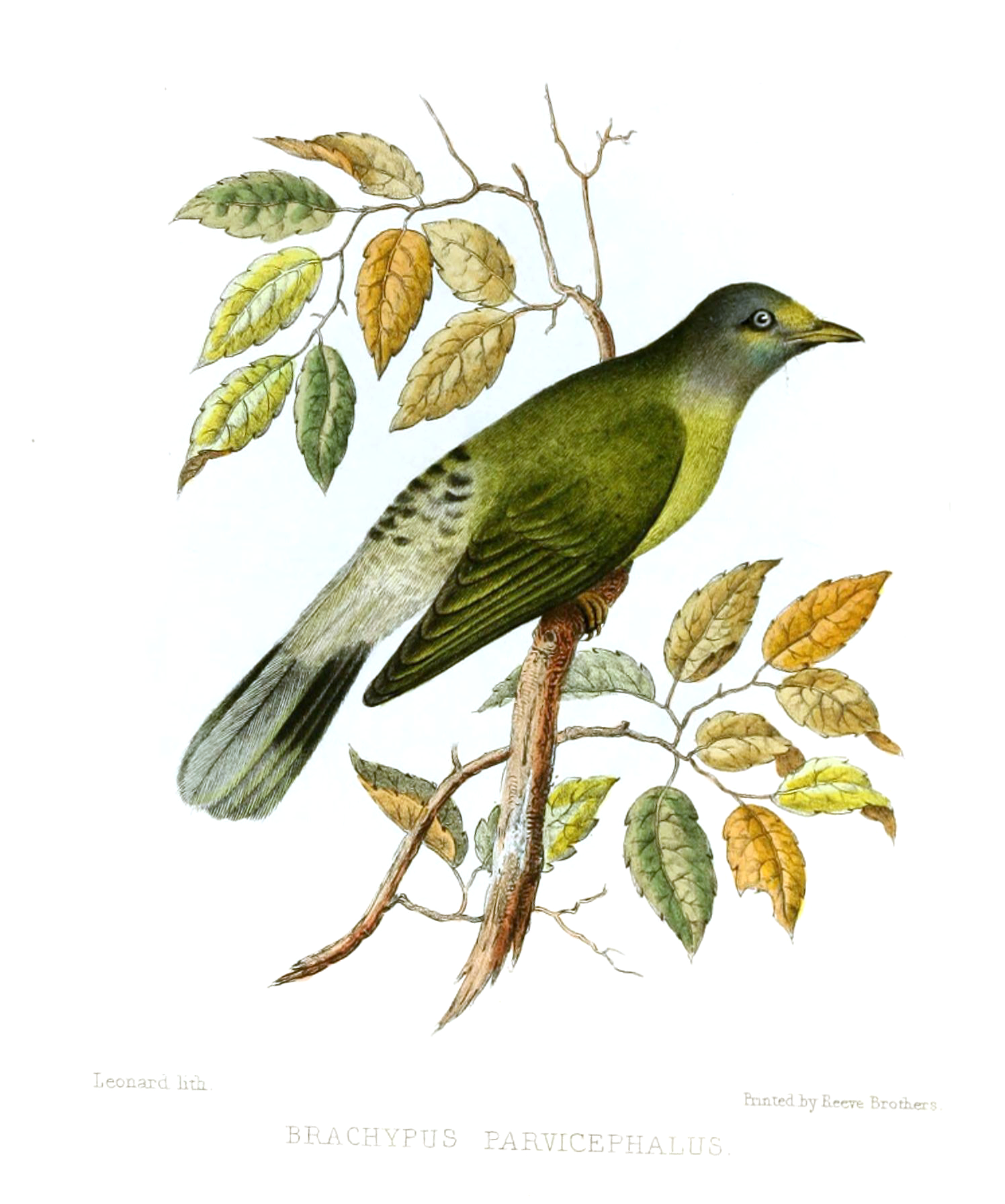
Brachypus parvicephalus en Ilustraciones de la ornitología de la India, de Jerdon (1847).

El bulbul cabecigrís mide entre 14,3-15,2 cm, su cabeza head 3,3-3,5 cm y su cola 7,4-7,7 cm) Su plumaje es principalmente verde, más claro en las partes inferiores. Su píleo, nuca, mejillas y garganta son grises, mientras que su frente, lorum y zona periocular son de color verde amarillento. El verde de su espalda se va apagando hacia abajo siendo su obispillo grisáceo con las puntas de las plumas negras, lo que le dan cierto aspecto listado. Los flancos y la base de la cola, tanto inferior como superior, son grises. Su cola tiene las plumas centrales grises (con el cañón negro) y las exteriores son negras con las puntas grises. Su pico es verdoso, mientras que sus patas son amarillentas. El iris de sus ojos es de un característico color blanco azulado. 
Ambos sexos son de un aspecto similar, aunque los juveniles tienen la cabeza verde oscuro y su frente de tonos más apagados.
Su llamada consiste en un áspero sharp chraink. Su canto es característico por tener una sola sílaba, a diferencia de la mayoría de los miembros del género Pycnonotus.

## Taxonomía
El bulbul cabecigrís fue descrito científicamente por Thomas C. Jerdon con el nombre de name of Brachypus priocephalus, pero fue cambiado erróneamente en por Edward Blyth como Brachypodius poiocephalus, lo que condujo a error en la literatura científica posterior. Posteriormente fue trasladado al género Ixos, para terminar clasificaco en el género Pycnonotus.

## Distribución y hábitat
Se encuentra en el sureste de la India, distribuido por los Ghats occidentales  desde Goa hasta Tamil Nadu en altitudes hasta los 1200 m s. n. m. Se encuentra en los bosques tropicales con denso sotobosque, y matorrales de ribera y de los pantanos de áreas forestales.

## Comportamiento y ecología

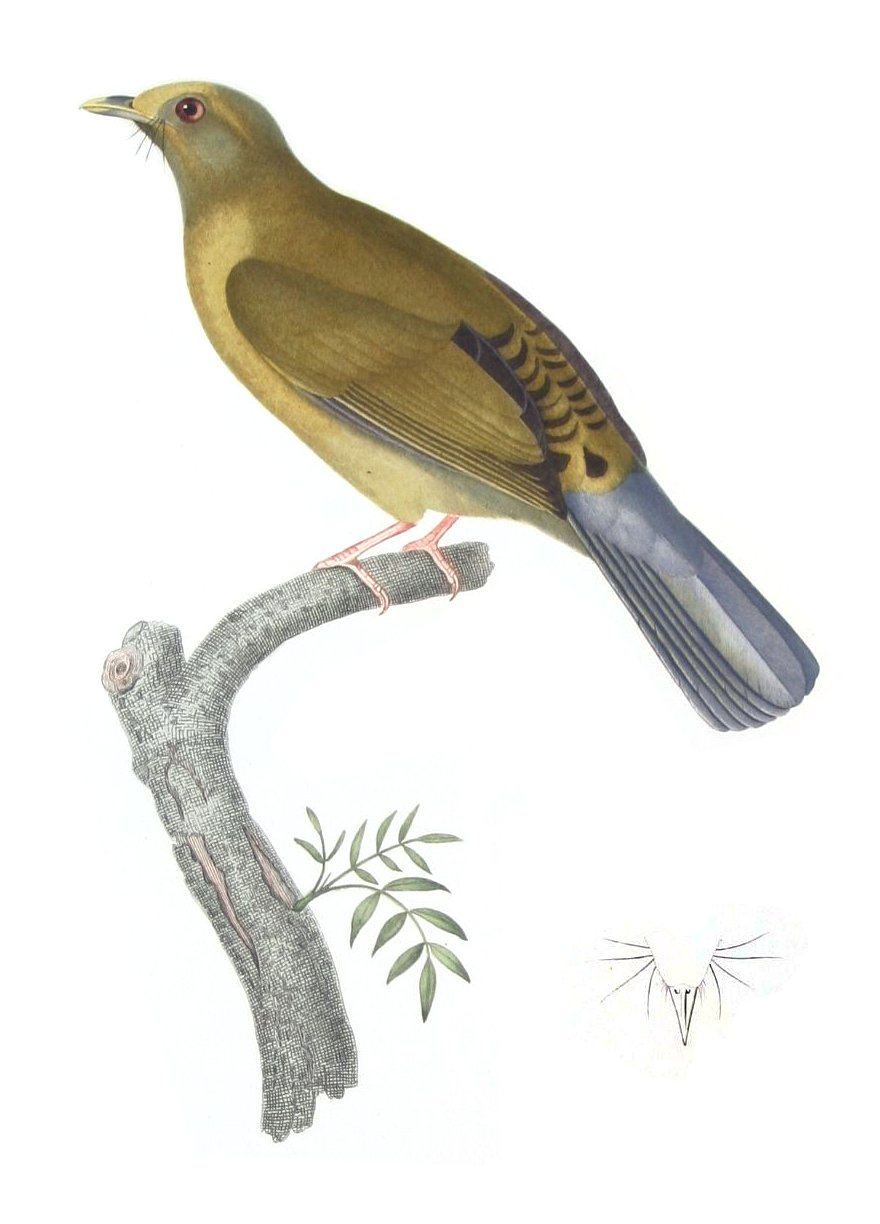
Ilustración de Voyage autour du monde exécuté pendant les années 1836 et 1837 sur la corvette La Bonite commandée par M. Vaillant (El viaje alrededor del mundo entre los años 1836 y 1837 por la corbela La Bonita comandada por M. Vaillant).

Suele encontrarse en solitario o en pequeños grupos. Los bulbules cabecigrís suelen unirse a bandas mixtas fuera de la época de cría. 

### Reproducción
El bulbul cabecigrís cría de enero a junio, siendo periodo cumbre en abril. Su nido generalmente es una plataforma situada en el interior de un matorral bajo. Construye su nido en una semana, usando hierba, ramas de liana y hojas. En un estudio realizado en elparque nacional del Valle Silencioso se descubrió que muchos de sus nidos se situaban en pimpollos de especies del género Syzygium o en cañaverales de Ochlandra travancorica.  La puesta típica consta de un huevo o a veces de dos, que son incubados durante 12 o 14 días. El color de los huevos varía entre el rosa claro y el lila, y tinen motas rojas, concentradas más densamente en el extremo ancho. Ambos progenitores toman parte de la incubación y la alimentación de los polluelos. Los pollos dejan el nido entre los 11 y 13 días tras la eclosión. Los huevos a veces son expoliados por las ardillas de las palmeras.

### Alimentación
Su dieta se compone principalmente de frutos (>65%) e invertebrados (>30%). Entre los frutos se incluyen los de Symplocos cochinchinensis, Antidesma menasu, Clerodendrum viscosum, Syzygium cumini, Litsea floribunda, Maesa indica, Callicarpa tomentosa, Leea indica y Lantana camara.